# 迈雷德卡斯特罗蓬塞
迈雷德卡斯特罗蓬塞，是西班牙卡斯蒂利亚-莱昂萨莫拉省的一个市镇。 总面积14平方公里，总人口237人（2001年），人口密度17人/平方公里。